# كهلة حمام (سادات محمودي)
كهلة حمام (بالفارسية: کهله حمام) هي قرية تقع في إيران في قسم سادات محمودي الريفي. يقدر عدد سكانها بـ 67 نسمة بحسب إحصاء 2016.